# Raffaele Soprani

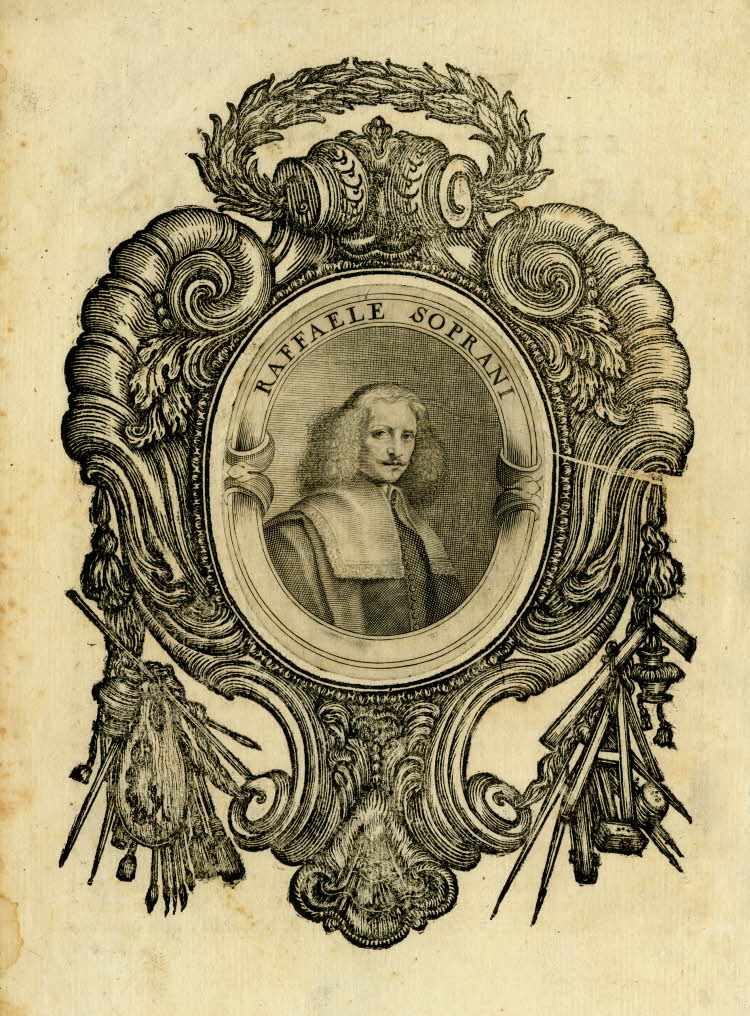
Retrato de Raffaele Soprani. Ilustración de Le vite de pittori, scoltori, et architetti genovesi, Génova, Giuseppe Bottaro y Giovanni Battista Tiboldi Compagni, 1674.

Raffaele Soprani (Génova, 1612-1672), historiador, pintor y político italiano, escribió Le vite de pittori, scoltori, et architetti genovesi, publicadas póstumamente en 1674.
De su actividad artística, conocida por las fuentes, nada se ha conservado. Miembro de una familia de la aristocracia genovesa, con una sólida formación humanista y dos veces senador de la república, Soprani publicó en vida unas biografías de los escritores ligures (Li scrittori della Liguria e particularmente della maritima, Génova, 1667), pero debe su fama principalmente a sus biografías de pintores, escultores y arquitectos en las que empezó a trabajar hacia 1647 y, a su muerte, completó y reelaboró en parte el pintor Giovanni Battista Casoni. Muy rica de información, Le vite de pittori, scoltori, et architetti genovesi se ocupa de un total de 200 artistas, reunidos en 86 biografías de artistas genoveses y 69 de artistas foráneos que trabajaron en Génova.